# Karen Koning AbuZayd
Karen Koning AbuZayd (nascida em 1941) é uma diplomata norte-americano.
Ela era uma ex comissária-geral da Agência de Obras Públicas e Socorro das Nações Unidas para os Refugiados da Palestina no Oriente Próximo (UNRWA) de 28 de junho de 2005 a 20 de janeiro de 2010 nomeada por Kofi Annan.
Foi sucedida por seu vice Filippo Grandi. Atualmente faz parte do conselho de administração da UNRWA, em Washington, D.C. nos Estados Unidos com base nos interesses sem fins lucrativos que tem como objetivo educar o público americano em geral sobre a situação dos refugiados palestinos e gerar apoio ao trabalho da UNRWA.
Antes de entrar para a ONU, AbuZayd fazia palestras em Ciência Política e Estudos Islâmicos. Ela é casada e tem dois filhos. É graduada na Universidade DePauw em Indiana, Estados Unidos em 1963.